# آبشار رانه
آبشار رانه (به انگلیسی: Raneh Falls) آبشاری است که در مادایا پرادش، هند واقع شده و ارتفاع کلی ریزشگاه آن About ۳۰ متر (۹۸ فوت) است.